# Joods vraagstuk

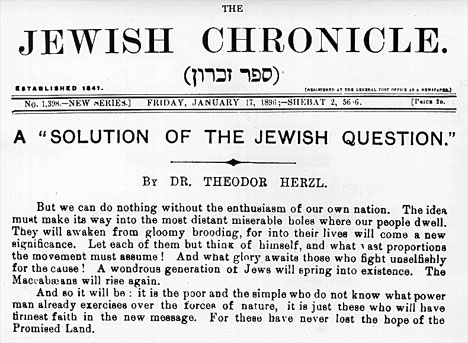
Theodor Herzl: Een "Oplossing van het Joodse Vraagstuk" in The Jewish Chronicle op 17 januari 1896

Het Joods vraagstuk of Jodenvraagstuk (Engels: Jewish question) was een breed maatschappelijk debat in Europa over de status van Joden in de nationale staten. Het debat was vergelijkbaar met andere zogenaamde "nationale vragen" en ging over de civiele, juridische, nationale en politieke status van de Joden als minderheid in de samenleving, met name in Europa in de 18e en 19e eeuw.
Het debat werd gestart door politici en schrijvers in West- en Midden-Europa naar aanleiding van de Verlichting en de idealen van de Franse Revolutie. Het vraagstuk ging onder meer over de juridische en economische beperkingen voor Joden (bijvoorbeeld Joodse quota en segregatie), Joodse assimilatie, emancipatie en Verlichting. De term werd ook gebruikt door voor- en tegenstanders van de oprichting van een Joodse staat.
De uitdrukking is gebruikt door antisemitische bewegingen vanaf de jaren 1880, culminerend in de nazi-term Endlösung der Judenfrage, de volgens de nazi's definitieve oplossing van het vraagstuk in de vorm van de Holocaust.